# 詹姆士·托賓
詹姆士·托賓（英語：James Tobin，1918年3月5日—2002年3月11日），生於美國伊利諾州尚佩恩，著名經濟學家，曾任教於哈佛大學與耶魯大學，專長在於總體經濟學，為1981年諾貝爾經濟學獎得主。他發展了凯恩斯主义經濟學，為新凱恩斯學派的一員，支持政府介入。

## 生平
1935年，進入哈佛大學。在大學期間，開始研讀於1936年出版的《就業、利息與貨幣的一般理論》。1940年，取得碩士學位。
1941年，因為第二次世界大戰，托賓中斷了博士班學業，加入在華盛頓特區的物價管理局與战时生产委员会。1942年，美國參戰，托賓被徵召加入美國海軍，在驅逐艦上擔任軍官。戰爭結束後，返回哈佛，繼續博士課程。1947年取得博士學位，指導教授為約瑟夫·熊彼特。1985年出席中国巴山轮会议。